# Lange Dreisch und Osterberg
Lange Dreisch und Osterberg ist ein Naturschutzgebiet in der niedersächsischen Stadt Hildesheim.

## Beschreibung

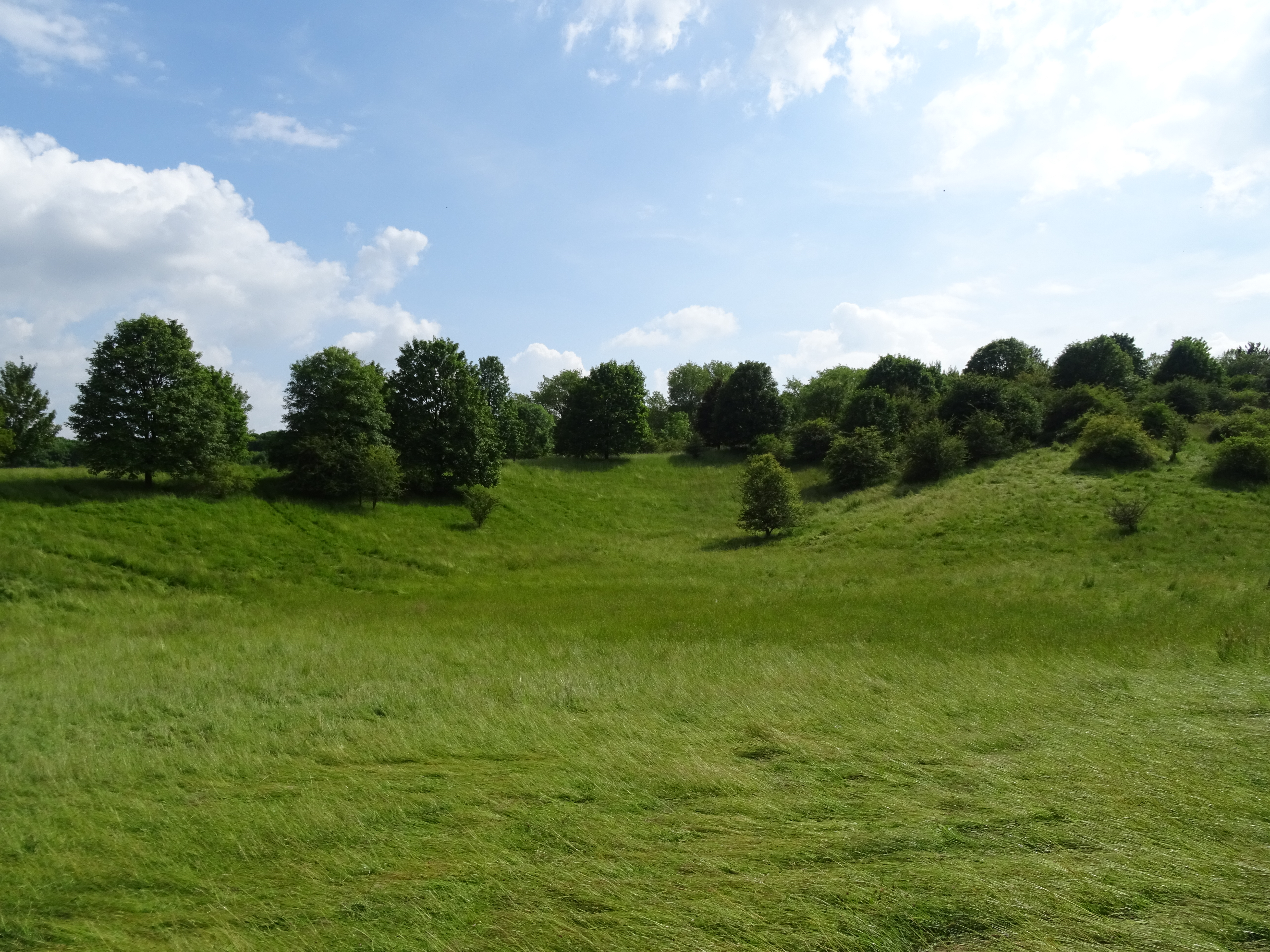
NSG „Lange Dreisch und Osterberg“

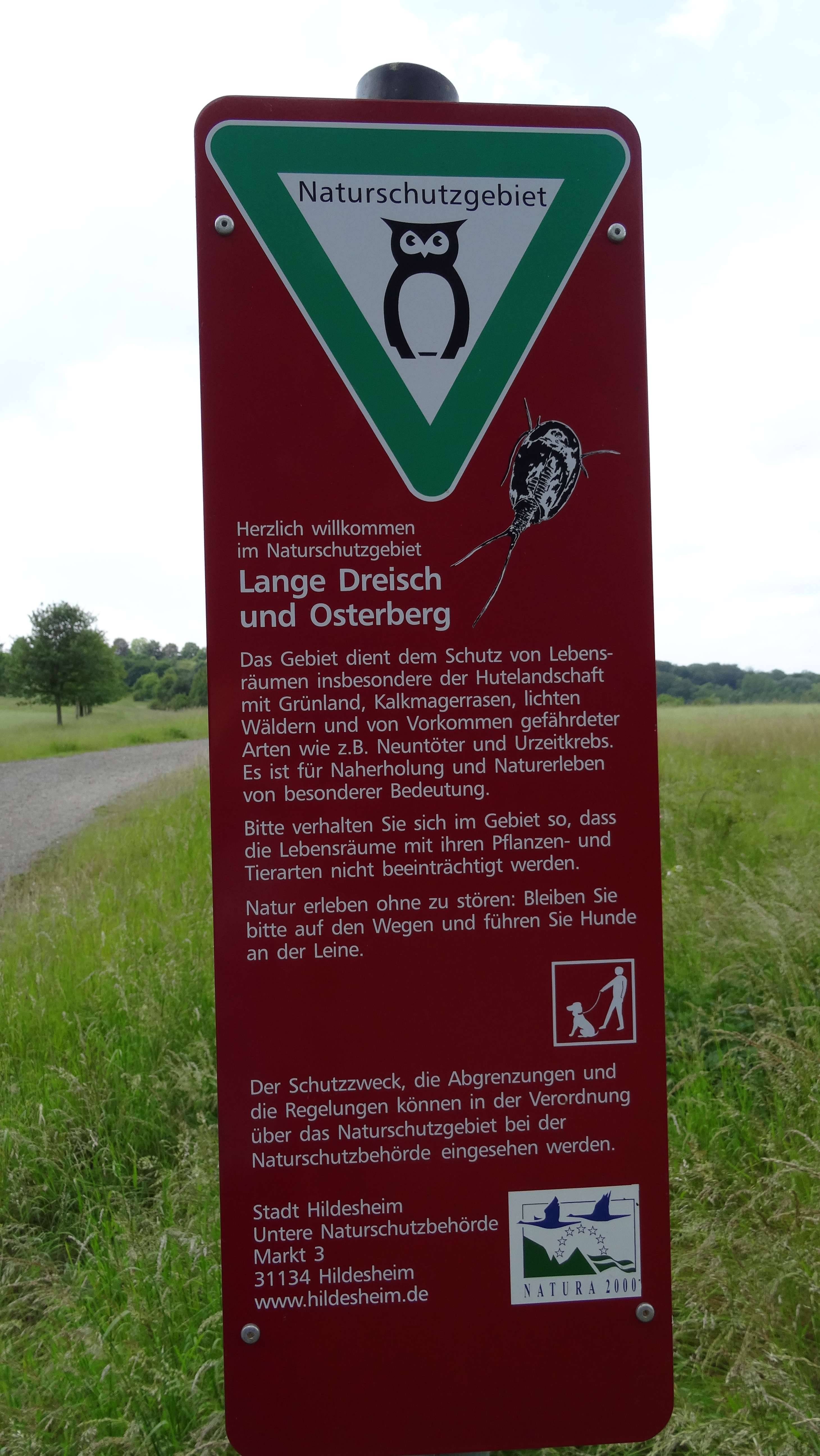
Schild im Naturschutzgebiet

Das Naturschutzgebiet mit dem Kennzeichen NSG HA 218 ist 245 Hektar groß. Es ist zum größten Teil Bestandteil des FFH-Gebietes „Haseder Busch, Giesener Berge, Gallberg, Finkenberg“. Im Osten grenzt es an das Naturschutzgebiet „Mastberg und Innersteaue“, im Norden an das Naturschutzgebiet „Giesener Teiche“. Das Gebiet steht seit dem 3. März 2011 unter Naturschutz und soll zum „Nationalen Naturerbe“ erhoben werden. Zuständige untere Naturschutzbehörde ist die Stadt Hildesheim.
Das Naturschutzgebiet liegt im Nordwesten von Hildesheim zwischen Himmelsthür und Giesen im Bereich des ehemaligen Standortübungsplatzes Hildesheim, der Ende 2007 von der Bundeswehr aufgegeben wurde. Es stellt ein Hügelland auf einem weit in die Calenberger (Westen) und Hildesheimer Börde (Osten) hineinragenden Ausläufer des Hildesheimer Berglandes als Teil des Innersteberglandes unter Schutz. Das Gebiet ist von großflächigem, extensiv genutzten Grünland, Kalkhalbtrockenrasen, Gebüschen und Waldbeständen auf Kalk- und Silikatgestein geprägt. Daneben sind Kleingewässer und Kalkquellbereiche mit nassen Standorten zu finden.
Das weitgehend unzerschnittene Naturschutzgebiet bietet zahlreichen schutzbedürftigen Arten geeignete Lebensräume. Die offen Landschaft ist Lebensraum zahlreicher Schmetterlinge, darunter Schwalbenschwanz, Goldene Acht, Kleiner Sonnenröschenbläuling und Silbergrüner Bläuling. Wassergefüllte Senken dienen zahlreichen Libellen als Lebensraum, darunter Gebänderte Heidelibelle, Gefleckte Heidelibelle, Südliche Binsenjungfer, Große Moosjungfer und Kleines Granatauge. Auch der Kiemenfußkrebs Triops cancriformis kommt hier vor. Ehemalige Munitionsbunker auf dem Gelände dienen Fledermäusen und Insekten als Winterquartier.
Viele Arten stoßen hier an die Grenze ihres natürlichen Verbreitungsgebietes, da es sich bei dem Naturschutzgebiet um eines der nördlichsten Vorkommen von Kalkhalbtrockenrasen und Wälder trockenwarmer Standorte handelt.
Das Gebiet ist im Besitz der Paul-Feindt-Stiftung.

## Geschichte
Bei dem Gebiet handelt es sich um eine ehemalige Hutelandschaft, die als Allmendeweide der Dorfgemeinschaften Himmelsthür, Groß Giesen und Emmerke genutzt wurde. Teile des Gebietes waren im Besitz von adeligen oder geistlichen Grundherren.
1937 richtete die Wehrmacht auf einem 260 Hektar großen Areal einen Schießplatz ein, der 1961 von der Bundeswehr auf den 270 Hektar großen, ehemaligen Standortübungsplatz ausgedehnt wurde. Die Anfang des 20. Jahrhunderts ausgeweitete Nutzung der Böden als Ackerflächen war damit nicht mehr möglich und die Flächen wurden wieder in Weideland umgewandelt.

### Historische Kulturlandschaft
Das Naturschutzgebiet liegt innerhalb der 3 km² großen historischen Kulturlandschaft Lange Dreisch und Osterberg, die von landesweiter Bedeutung ist. Diese Zuordnung zu den Kulturlandschaften in Niedersachsen hat der Niedersächsische Landesbetrieb für Wasserwirtschaft, Küsten- und Naturschutz (NLWKN) 2018 getroffen. Ein besonderer, rechtlich verbindlicher Schutzstatus ist mit der Klassifizierung nicht verbunden.

## Naturerlebnisgebiet Kleeblatt
Das Naturschutzgebiet ist Teil des Naturerlebnisgebietes Kleeblatt, das sich im Norden Hildesheims und Teilen der Gemeinde Giesen zwischen Osterberg und Innerste erstreckt. Es umfasst die Naturschutzgebiete „Haseder Busch“, „Mastberg und Innersteaue“, „Lange Dreisch und Osterberg“ und „Giesener Teiche“ und die Giesener Berge und ist in vier Themenbereiche unterteilt: „Wasserwelt“ (Naturschutzgebiet „Haseder Busch“), „Weidewald“ (Naturschutzgebiet „Mastberg und Innersteaue“), „Offene Weide“ (Naturschutzgebiet „Lange Dreisch und Osterberg“) und „Erdzeitreise“ (Naturschutzgebiet „Giesener Teiche“ und Giesener Berge).

## Ortsumgehung Hildesheim-Himmelsthür
Bei Hildesheim-Himmelsthür war der Bau einer etwa 3,5 Kilometer langen, vierspurigen Ortsumgehung im Verlauf der Bundesstraße 1 geplant. Diese wäre durch den südlichen Teil des Naturschutzgebietes verlaufen. Gegen das Vorhaben hatte der BUND gemeinsam mit der Bürgerinitiative Himmelsthür 1998 Klage eingereicht, weil die geplante Straße durch das Naturschutzgebiet als Teil des FFH-Gebietes „Haseder Busch, Giesener Berge, Gallberg, Finkenberg“ verlaufen wäre, welches hierdurch massiv beeinträchtigt worden wäre. Das Niedersächsische Oberverwaltungsgericht sah den Bau der Umgehungsstraße als unvereinbar mit wesentlichen Erhaltungszielen des FFH-Gebietes und erklärte den Planfeststellungsbeschluss in seinem Urteil vom 12. September 2008 für rechtswidrig und daher nicht vollziehbar.